# Léon Gaucherel
Léon Gaucherel (* 21. Mai 1816 in Paris; † 7. Januar 1886 ebenda) war ein französischer Zeichner, Radierer, Illustrator und Maler.

## Leben
Gaucherel erlernte die Kunst unter Eugène Viollet-le-Duc, mit dem er Italien und Sizilien bereiste, kam daher zunächst zum Zeichnen dekorativer und kirchlicher Skulpturen (Reliquienkasten des heiligen Eleutherius in Tournai), fertigte aber seit 1844 auch landschaftliche und architektonische Radierungen für die „Gazette des Beaux-Arts“, die „Annales archeologiques“ u. das Journal „L’Art“, für die von der kaiserlichen Druckerei besorgte Ausgabe der „Nachfolge Christi“, für architektonische Werke und andere nach Künstlern der verschiedensten Richtung, z. B. nach Ernest Meissonier, Félix Ziem, Narcisso Díaz, Gabriel de Saint-Aubin, Meindert Hobbema und William Turner.

## Ehrungen
- 1864 Ritter der Ehrenlegion

## Werke (Auswahl)
Aquarelle
- Das Haus des Tintoretto in Venedig
- Ansicht der Stadt Saintes
- Ein Abend in Arromanches (Departement Calvados)
- St. Peter in Rom
- Torcello

Ölbilder
- Schiffe in Arromanches
- Die Ufer des Adour bei Sonnenuntergang (1875).
- mehrere Porträts, nach eignen Zeichnungen radiert

## Schüler (Auswahl)
| - Eugène-André Champollion (1848–1901) - Lucien Gautier (1850–1925) - Adolphe Lalauze (1838–1906) - Victor Gustave Lhuillier (1844–1889) | - Augustin Mongin (1843–1911) - Louis Monzies (1849–1930) - Henri Toussainz (1849–1911) |